# Saule (musicien)
Pour les articles homonymes, voir Saule (homonymie).
Saule, de son vrai nom Baptiste Lalieu, né le 25 septembre 1977 à Mons, en Belgique, est un auteur-compositeur-interprète belge. Connu en France pour son succès Dusty Men en duo avec Charlie Winston en 2012, c'est un artiste 

## Biographie

### Les débuts
Comédien de théâtre de formation, Baptiste Lalieu fait un temps partie du groupe My Second Skin avant de se lancer en solo. Il publie un premier EP de 4 titres en 2005 sous le titre Saule et les Pleureurs.
En 2006, il sort un premier album, Vous êtes ici, en Belgique sous le label 30 février et en France chez V2. La guitare acoustique et les ambiances intimistes sont privilégiées, avec des sujets poétiques et souvent légers. Cette même année, Franco Dragone découvre l'artiste et lui propose une mise en scène  pour ses spectacles de fin d'année au Botanique, Ma tête est ailleurs. Pour cet album, Saule a reçu deux Octaves (chanson française et artiste de l'année) aux Octaves 2006.

### La confirmation
En 2009, un second album, Western, paraît chez Universal, réalisé par Seb Martel et toujours avec ses Pleureurs, et enregistré à Carpentras. Plus rock, les thèmes en sont souvent aussi plus sombres. Sur cet album, on retrouve deux duos, l'un avec Dominique A, l'autre avec Sacha Toorop, ainsi qu'une reprise de Wonderful Life de Black. S'ensuit une tournée en France, au Québec et en Belgique qui durera presque deux ans. Il écrit aussi à cette époque avec Stef Kamil Carlens une chanson bilingue français-néerlandais pour un nouveau spectacle de Franco Dragone, KDO Song,. Ce titre et 4 autres est par ailleurs proposé en une édition "Deluxe" de Western sur un CD bonus. Il cointerprête également New Life ainsi que Cold Minded sur le premier album du groupe de métal KomaH. Il chante aussi sur un titre d'Auryn, A Neverending Story,. Cette année productive permettra au musicien de glaner un autre octave, celui de "artiste de la saison".

### Le succès
Il écrit en 2011 un album pour Stéphanie Crayencour, La Garçonnière, avant de se pencher sur son troisième album Géant, sorti en 2012 à nouveau chez 30 février et réalisé par Charlie Winston, avec lequel il avait déjà joué en concert en 2009 aux Trois Baudets. Plus pop et plus léger, on y retrouve notamment le titre Dusty Men (écrit par Saule), duo belgo-anglais entre les deux artistes. Pour ce dernier album, Saule a quitté ses Pleureurs, et avait à l'origine écrit quelque soixante chansons. En studio, lors de l'enregistrement à La Frette-sur-Seine, il est entouré du batteur anglais Che Albrighton, du batteur Paul Jothy et du guitariste et bassiste français Thomas Semence. Charlie Winston a assuré les guitares et les claviers. Sur scène, il est rejoint par le bassiste français Daniel Marsala, également musicien de Charlie Winston et par Julien « Jug » Gugel aux guitares. Il se produit avec divers invités à l'Ancienne Belgique de Bruxelles en novembre 2013.
En 2014, il fait partie de la tournée Les Aventuriers d'un autre monde, menée par Richard Kolinka, en compagnie notamment de Jean-Louis Aubert, Stephan Eicher, Raphael, et Mademoiselle K. Il écrit alors les textes des chansons du spectacle de Franco Dragone pour la revue Paris Merveilles du Lido, sur des musiques d'Yvan Cassar. La musique du spectacle pourrait être publiée en album.
Pendant l'été 2015, il crée un groupe rock sous le nom de Gonzo, qui participe notamment à divers festivals en Belgique,. Ils publient un EP 5 titres.

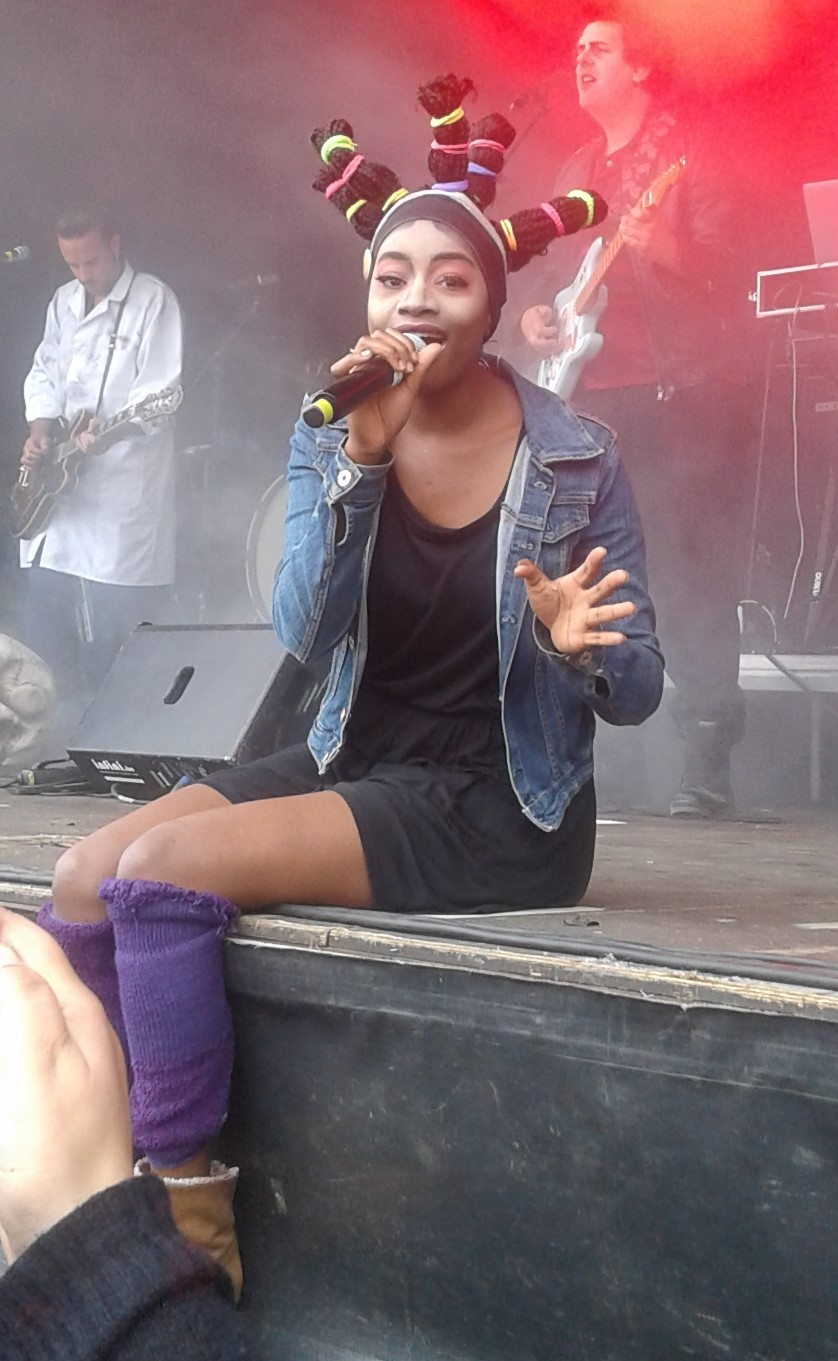
Léonie Wasukulu, Saule et Jug lors d'une représentation de Zombie Kids en 2018 à Welkenraedt

Il monte l'automne suivant, dans le cadre de Mons 2015, une comédie musicale pour enfants traitant de zombies, intitulée Zombie Kids,. Parmi les collaborateurs à ce spectacle, Pierre Hatet (notamment voix française de Christopher Lloyd dans Retour vers le futur), Léonie Wasukulu (qui a chanté avec Suarez), Hippocampe Fou, Céo et Camille Bazbaz.
Il publie sur Soundcloud début 2016 un morceau co-écrit avec le public, Renonce à tes adieux.

### La maturité
Le nouvel album, enregistré au studio ICP à Ixelles, s'intitule L'Éclaircie, produit par Mark Plati, et est publié en novembre 2016. Un premier titre, Comme, est diffusé en août 2016,. Une vidéo est tournée dans la région de Liège, notamment à la Cité Miroir et à Droixhe. Alternant les ambiances, un soin particulier a été apporté à l'écriture, en contrepoint au succès pop de l'album précédent.
Début 2017, il enregistre la chanson Tom, en support au combat de Tom contre la maladie de Pompe dont il est atteint.
À partir de juillet 2017 est lancé un financement participatif afin de procéder à l'enregistrement et la publication de la musique de Zombie Kids,,. Le montant prévu de 11 000 euros est atteint le 27 septembre, soit deux jours avant la fin de la souscription. Une chanson de remerciement (Merci Ulule / Dessines moi un zombie) est publiée peu après.
Saule interprète par ailleurs à l'automne avec Albin de la Simone Sur le Chemin des Tortues pour le conte L'École des fables, projet musical qui comprend aussi par ailleurs des chansons de Jean-Louis Aubert, Rose, Doc Gyneco et Axel Bauer notamment.
Saule annonce début 2018 l’enregistrement d'un nouvel album, dont plusieurs chansons sont interprétées à l'occasion de concerts au début de l'année. Les sessions de l'album Zombie Kids débutent à l'été, et des représentations du spectacle Zombie Kids sont données à la même période,... Un EP 4 titres est également annoncé.
Durant tout l'été 2018, Saule se produit sur scène en diverses configurations, du grand concert avec invités aux représentations plus confidentielles à 2 avec le guitariste Julien « Jug » Gugel ou 3 avec le batteur Franck Marco. Il présente également à de nombreuses reprises les chansons de Zombie Kids, dont en juillet au LaSemo Festival, et participe de nouveau aux Aventuriers d'un autre monde.
Saule teste en concert en 2018 divers titres inédits, dont Maman seule, 40 ans, Les Mots, Silent Man (Je ne te dirai rien), Troué ou encore De l'autre coté de la route.
L'album des Zombie Kids sort en décembre 2019.

### Dare-Dare- Confinement et urgences
Une première session d'enregistrement du nouvel album se tient à partir de l'été 2019 de nouveau (comme Géant) dans le studio à La Frette-sur-Seine. L'album devait sortir en septembre 2020 (reporté à janvier 2021 à la suite de la pandémie de Covid-19). Avec des participations de Cali et DJ A.R.T (Arthur Divoy), ainsi que des participations de Puggy, de Alice on the Roof et de Girls in Hawaii.
L'album est précédé d'un EP acoustique de 7 titres, qui est publié en janvier 2020 sous le nom de Verso.
Saule entame début 2020 une tournée acoustique avec son guitariste Jug pour présenter Verso, et un total d'une douzaine de nouveaux titres.
La tournée est interrompue à la suite de la pandémie de Covid-19, mais Saule écrit et diffuse diverses chansons inédites sur les réseaux sociaux, dont Jealous Cats, Dans nos maisons et Après lors du premier confinement. Et Où est la joie ? en février 2021. Il publie également une chanson issue d'une jam session à distance avec notamment Céo et Jug, intitulée J'ai mon flow.
L'artiste abandonne alors ces premières sessions de l'album, et enregistre au cours des années 2020 et 2021 de nouvelles compositions. Seule est "sauvée" de ces premiers enregistrements la chanson Je suppose.
Un nouveau simple Mourir plutôt crever, en duo avec Alice on the Roof, est publié le 28 août 2020. La chanson Rebelle rêveur est publiée le 16 avril 2021.
Reporté à diverses reprises, l'album Dare-Dare parait finalement le 18 juin 2021, suivi par une série de concerts en été. Le titre renvoie à une certaine urgence, mais aussi au défi que celui-ci a constitué ("Dare" signifie "oser" en anglais),.
Il continue de publier diverses chansons sur internet, dont Dis tu finis quand ton disque ? (avec des extraits de boîte vocale où ses proches l'interrogent quant à l'avancement de ses enregistrements), Philippe Etchebest (en hommage au cuisinier du même nom), et Qui vivra verra (pour Oxfam Belgique). Et en 2022, La B.O. de ma vie avec Antoine Delie, puis Le pire Noël.
Il publie en mai 2024 un nouveau simple intitulé Petite gueule, en duo avec Lovelace, annonciateur d'un prochain album en janvier 2025, finalement repoussé à l’automne.
Sont également publiés Le Best of, avec l’inédit Une maman seule, ainsi que Un soir à l’opéra, un CD comprenant un concert enregistré en juillet 2023 à Rossignol, et vendu lors de concerts ou sur internet.
Saule travaille par ailleurs sur la bande originale du nouveau film de Samuel Tilman "Mode Avion".
Il suffit d’une chanson est publié en mai 2025. Un album est annoncé pour octobre 2025, dont des titres ont été testés à l'occasion de concerts privés.

## Filmographie
- 2017 : Une part d'ombre de Samuel Tilman
- 2024 : Mode Avion, coréalisé avec Samuel Tilman.